# Грива (Камінь-Каширський район)
Гри́ва — колишнє село в Камінь-Каширському районі.

## Короткі відомості
1930 року в селі душпастирював отець Михайло Симонович.
8 грудня 1951 відбувся бій вояків УПА — Михалевич Андрій Сергійович (Кос, референт СБ, заступник провідника Ковельського ОП ОУН), Тимошик Клим (Роман, провідник Камінь-Каширського проводу ОУН) та Герасимчук Пелагея (Оля, референт технічної ланки) — прийняли оборону проти червоних сил з натренованими вівчарками. Емдебісти знайшли криївку з радіоприймачем, друкарською машинкою та зброєю. «Кос», оточений, підірвав себе та побратимів гранатою. За іншою версією гранату в бункер кинули емдебісти, розуміючи, що повстанці живими не здадуться. Андрій Михалевич посмертно відзначений Срібним Хрестом Заслуги.
12 червня 1950 року село перейменували в Конищуківку (на честь командира партизвнського загону М. П. Конищука).
Мешканців за підтримку підпілля та саботаж в організації колгоспу силою вивезли — на Дніпропетровщину. На місці села зробили районну скотобазу. Знищили і церкву Різдва Богородиці.
Згодом частина колишніх мешканців Гриви поселились в сусідньому селі Нові Червища — на одній вулиці, яку називають Гривська.

## Уродженці
- Семченко Марія Адамівна (* 1939) — українська доярка, повний кавалер ордена Трудової Слави.